# Simona Abbate
Simona Abbate (Fondi, 22 agosto 1983) è una pallanuotista italiana.

## Biografia
Nata pallanuotisticamente nel Volturno Sporting Club, dove ha esordito in Serie A1, si è trasferita prima alla Plebiscito Padova, e poi alla Roma guidata da Fabio Conti dove ha conquistato una Coppa LEN. Nella stagione 2009-2010 indossa la calottina della Fiorentina Waterpolo, raggiungendo la finale scudetto con l'Orizzonte Catania. La stagione seguente si trasferisce in Liguria, dove con il Rapallo Nuoto rivince la Coppa LEN e arriva nuovamente seconda in campionato. L'anno successivo, con la cessione del titolo sportivo del Rapallo alla Pro Recco, è confluita, insieme alle altre compagne di club, nella squadra recchelina, con la quale ha subito vinto la Supercoppa LEN, la Coppa dei Campioni e lo scudetto. Dal campionato 2024-2025 è una giocatrice della R.N. Orobica.

## Palmarès

### Club
- Campionato italiano: 1

Pro Recco: 2011-12
- LEN Champions Cup: 1

Pro Recco: 2011-12
- Coppe LEN: 2

Roma: 2007-08
Rapallo: 2010-11
- Supercoppa LEN: 1

Pro Recco: 2011

### Nazionale
- World League

Tianjin 2011: 
- Europei

Eindhoven 2012: 